# Annalie Longo
Annalie Antonia Longo (ur. 1 lipca 1991 w Auckland) – nowozelandzka piłkarka grająca na pozycji pomocnika, zawodniczka Three King's United i reprezentacji Nowej Zelandii, w której zadebiutowała 14 listopada 2006 w meczu przeciwko Chinom. Uczestniczka Mistrzostw Świata 2007.